# مخطط اعصاري

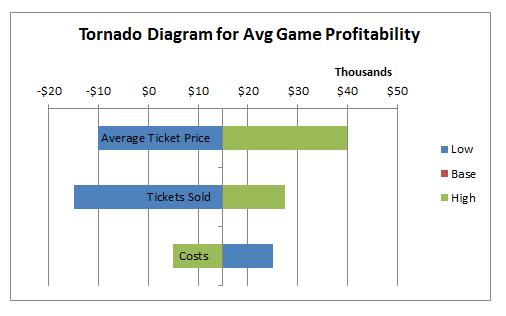

المخطط الاعصاري أو مخطط الفراشة (Tornado diagram) وهو نوعً خاصً من المخططات الشريطية ، حيث يتم إدراج فئات البيانات عموديًا بدلاً من العرض الأفقي المعتاد ، ويتم ترتيب الفئات بحيث يظهر أكبر شريط في الأعلى من المخطط تنازليا حتى الشريط الأصغر. ولذلك تمت تسميته بذلك لأن المخطط النهائي يشبه بصريًا إما نصف إعصار أو إعصار كامل.

## الغرص
تعتبر مخططات الإعصار مفيدة في تحليل الحساسية الحتمية ومقارنة الأهمية النسبية للمتغيرات. لكل متغير يتم النظر فيه، يسنطيع المحلل تقدير النتائج المترتبة سواء المنخفضة في القاعدة والمرتفعه في أعلى المخطط. يتم الاخذ في الاعتبار أن المتغير الحساس يحتوي على قيمة غير مؤكدة بينما يتم الاحتفاظ بجميع المتغيرات الأخرى عند قيم خط الأساس (مستقرة). وهذا يسمخ باختبار الحساسية (المخاطر المصاحبة) لعدم اليقين(المتغير). على سبيل المثال، إذا احتاج صانع القرار إلى إجراء مقارنة بصرية بين 100 عنصر من بنود الميزانية، ورغب في تحديد البنود العشرة التي ينبغي التركيز عليها، فسيكون من المستحيل تقريبًا استخدام رسم بياني عادي. ولكن في المخطط الاعصاري لبنود الميزانية، ستظهر البنود التي تساهم بشكل أكبر في تغير الدخل في الأشرطة العشرة الأولى، وبالتالي ما يجب أن يركز عليه صانع القرار.

## إنظر أيضا
- أدوات التخطيط والإدارة السبع

## روابط خارجية
- المخطط الاعصاري